# Khor Virap
Khor Virap (armeniska; Խոր Վիրապ, som betyder "Djup fängelsehåla") är ett armeniskt kloster. Det ligger mellan orterna 
Artasjat och Ararat i Araratprovinsen, omkring 40 kilometer söder om Jerevan, mycket nära gränsen till Turkiet och nära berget Ararat. 

## Historik
På den plats där Khor Virap ligger idag fanns i tidig historia ett hedniskt tempel, vilket tros ha varit helgat åt den armeniska fruktbarhets-, vishets- och helande gudinnan Anahit. På samma lilla grupp kullar låg också den gamla armeniska huvudstaden Artasjat, som var centrum för motstånd mot det persiska väldets försök att tvinga armenierna in i den zoroastrianistiska religionen under Vardan Mamikonians (omkring 387-451 före Kristus) uppror på 450-talet efter Kristus.
Enligt en sägen spärrade kung Tridates III år 288 efter Kristus Gregorios Upplysaren i en fängelsehåla på kullen och höll honom där i 13 år, innan han botades från sjukdom av Gregorios och 301 efter Kristus lät sig, familjen och hovet döpas och spred kristendomen. Därmed blev Armenien det första land som införde kristendom som statsreligion.
Idag finns inom klostrets murar kyrkan Heliga Guds Moders kyrka (Surb Astvatsatsin) från 1661 samt det många gånger återuppbyggda Sankt Gregorioskapellet, ursprungligen byggd 642 efter Kristus av Katholikos Narses III Byggaren. Det första kapellet hade en byggnasform som var lik den samtidigt uppförda, senare av jordbävning förstörda, Katedralen i Zvartnots. I kapellet finns två nedgångar i golvet, vilka leder till de fängelsehålor, där Gregorios Upplysaren ska ha hållits fängslad. 
Under en lång tidsperiod fanns i Khor Virap ett teologiskt seminarium. Khor Virap har också varit residens för Katholikos.

## Sankt Gregorioskapellet
På order av katholikos Nerses III Byggaren, som ledde kyrkan 641-661 efter Kristus, byggdes Sankt Gregorioskapellet omkring 642 efter Kristus. Nerses III hade valts som katholikos av  den Armeniska apostoliska kyrkan omkring år 640, ungefär samtidigt som araberna började tränga in i Armenien. Vid denna tid var katholikos både en andlig och en världslig regent. Nerses III var också den som samtidigt lät bygga Katedralen i Zvartnots.
Den håla som Sankt Gregorios ansågs ha hållits fängslad i, finns kvar än idag och ligger omkring 60 meter under Sankt Gregorioskapellet och kan nås därifrån med stegar. Rummet är cirkulärt och omkring fyra meter i diameter. 
Kapellet är, till skillnad från vad som är normalt med armeniska kyrkor, orienterat i nordväst-sydostlig riktning, i likhet med till exempel Templet i Garni. Kapellet har återuppbyggts flera gånger efter förstörelse av invaderande arméer och av jordbävningar.

## Heliga Guds Moders kyrka
En större gudstjänstlokal byggdes 1662 efter Kristus, under en period när Armenien låg under det persiska Safavidriket (1501–1736 efter Kristus). Det hade då redan funnits ett kapell också på den platsen, men det hade förstörts vid en av de invasioner som leddes av Timur Lenk i slutet av 1300-talet. Denna tidigare kyrka hade ersatt ruinerna av det hedniska Anahit-templet. Heliga Guds Moders kyrka är mer långsträckt än traditionella armeniska kyrkor och består av en lång sal med en dom och har två sidoutrymmen på ömse sidor av koret. Kyrkan, som fortfarande används idag, har restaurerats 1939, 1949, 1957 och 2000–2001.

## Bildgalleri

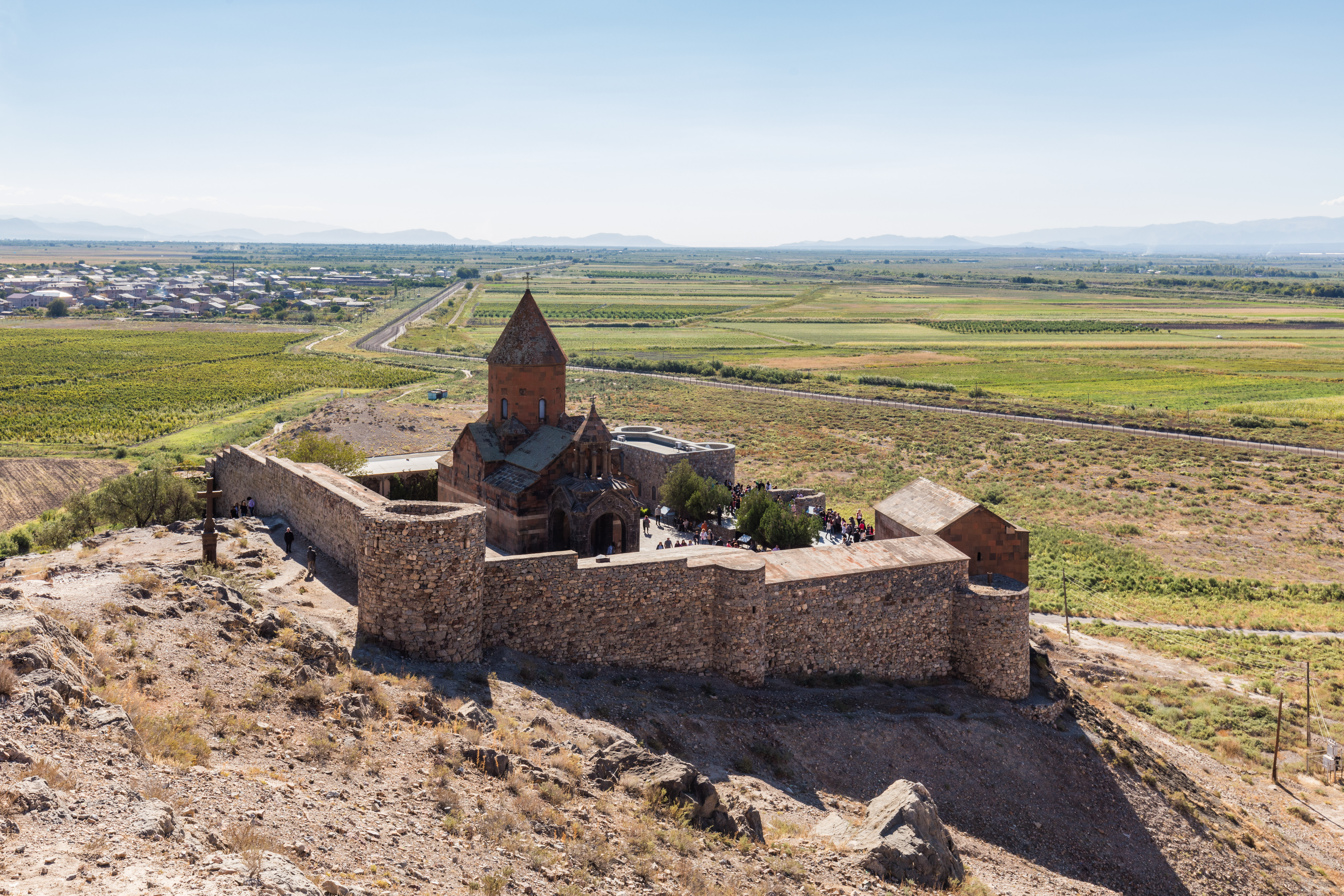
Vy mot sydost
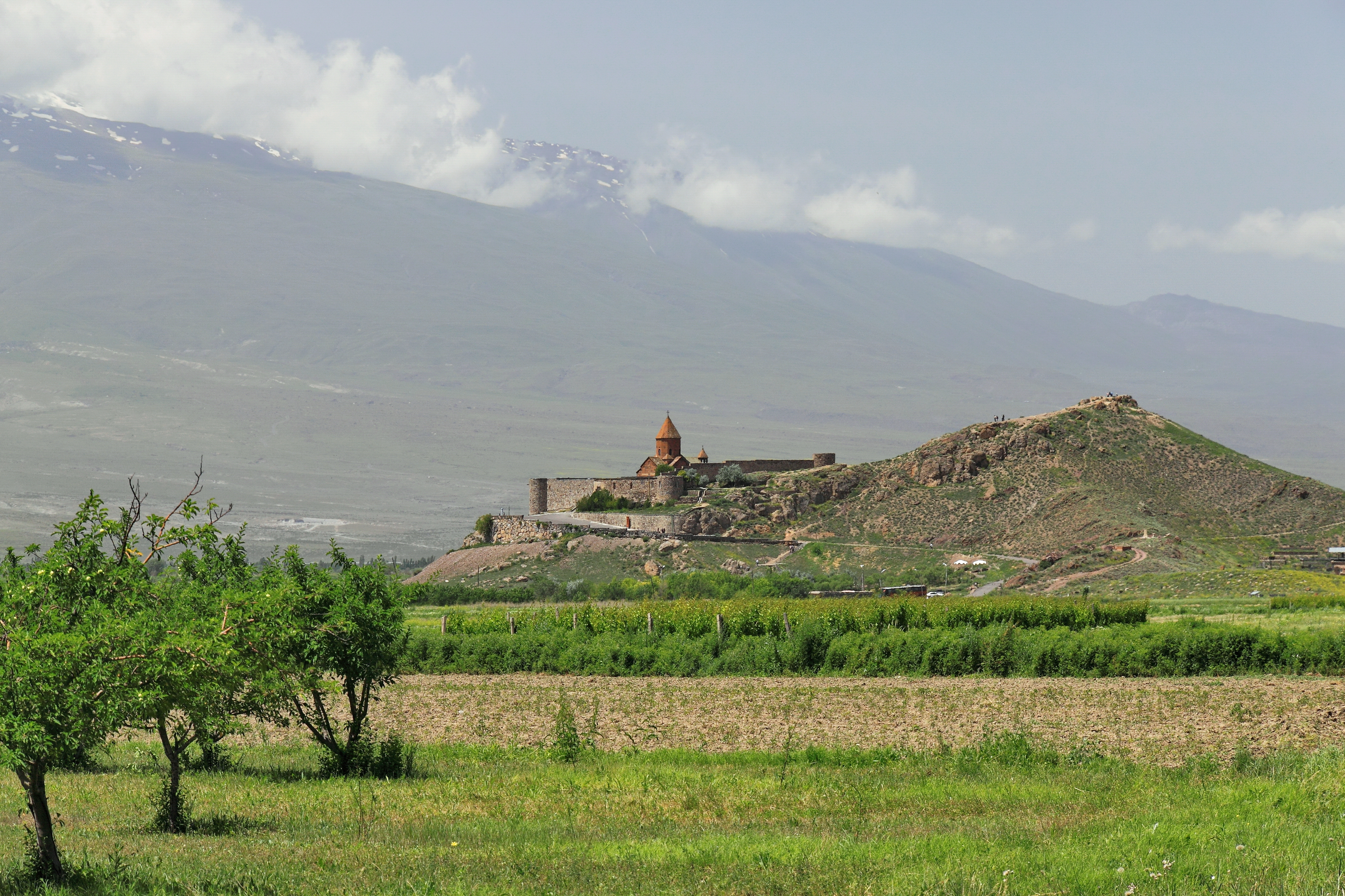
Khor Virap på ett ensamberg på Araratslätten
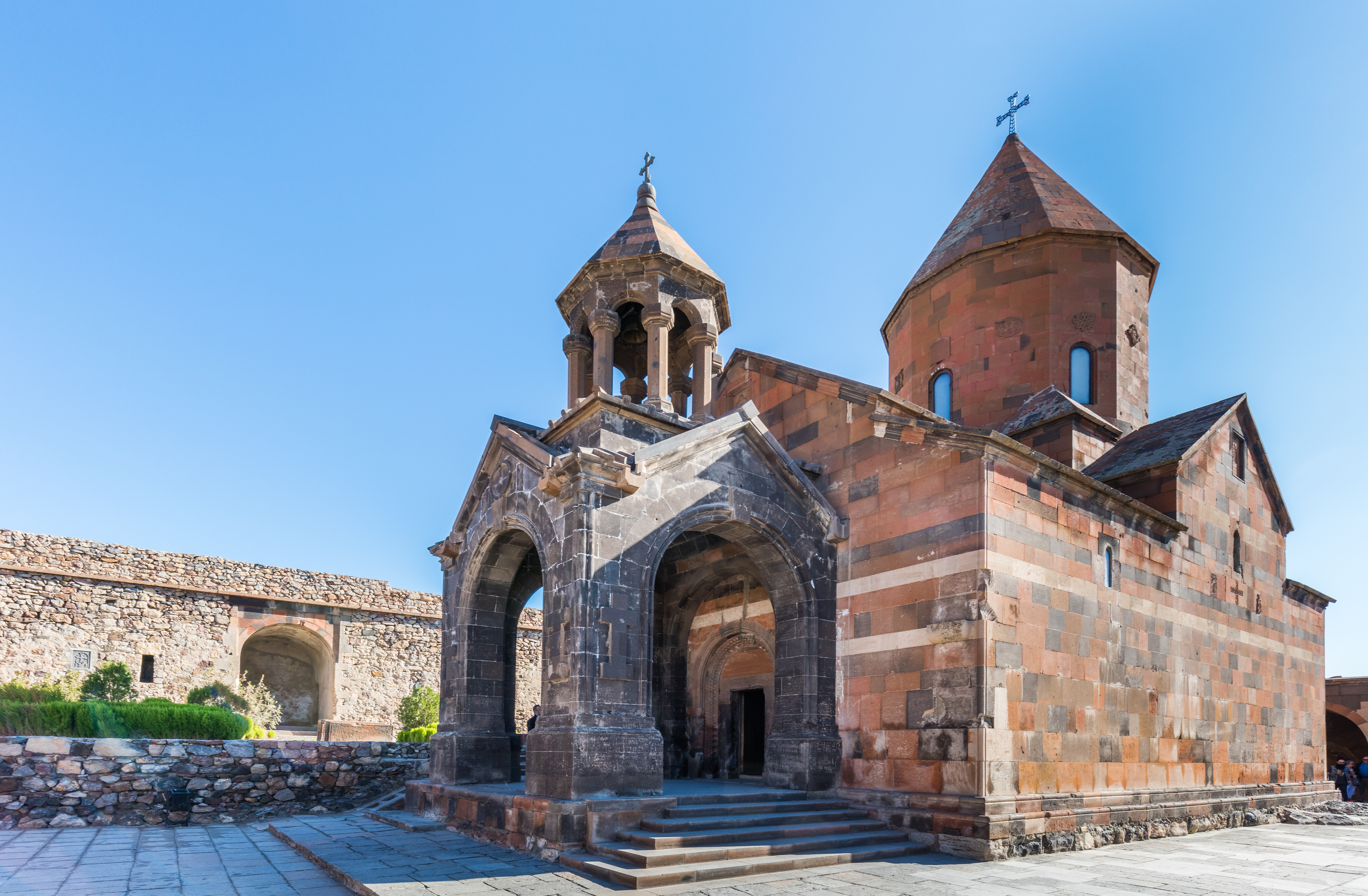
Heliga Guds Moders kyrka
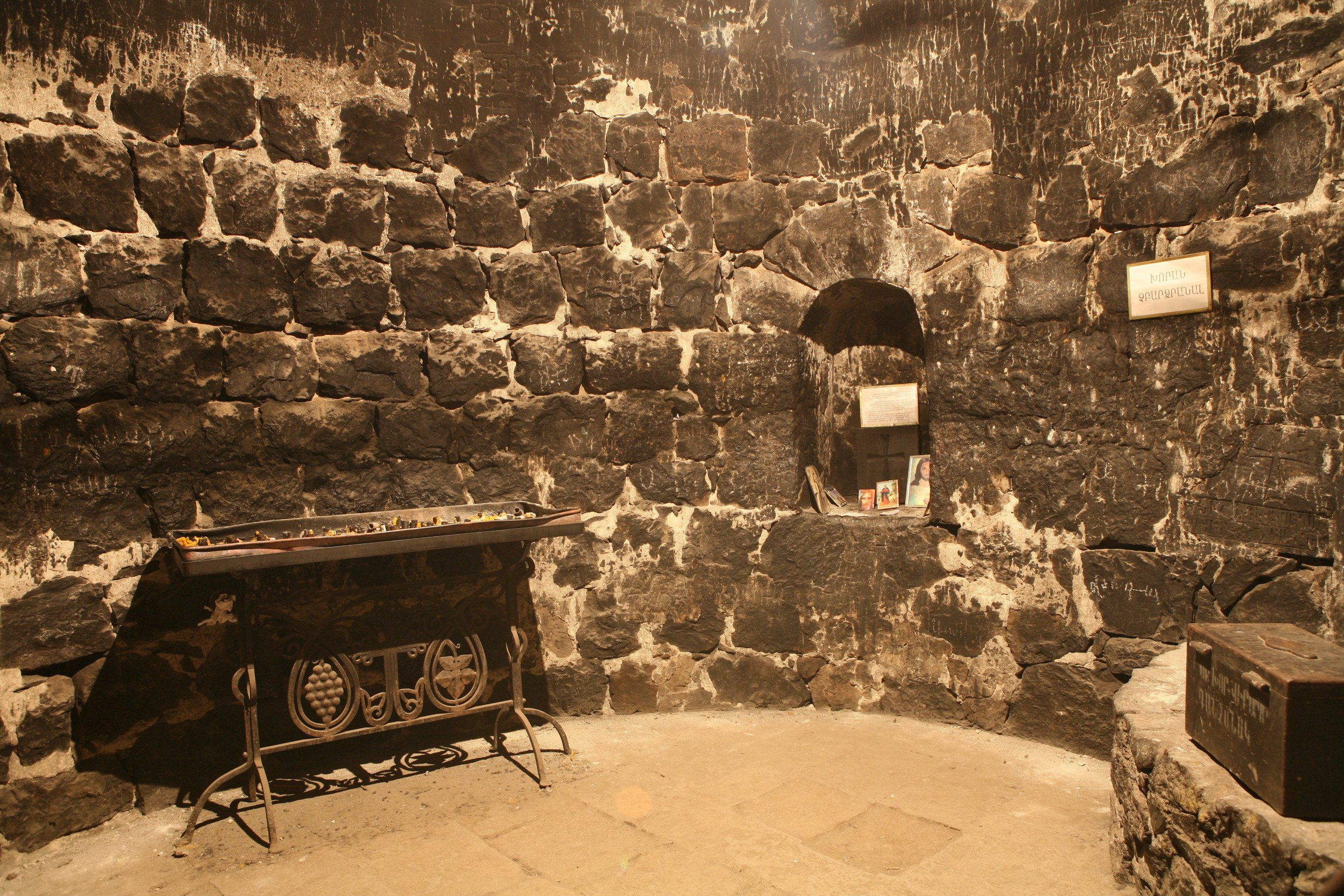
Sankt Grigorius håla
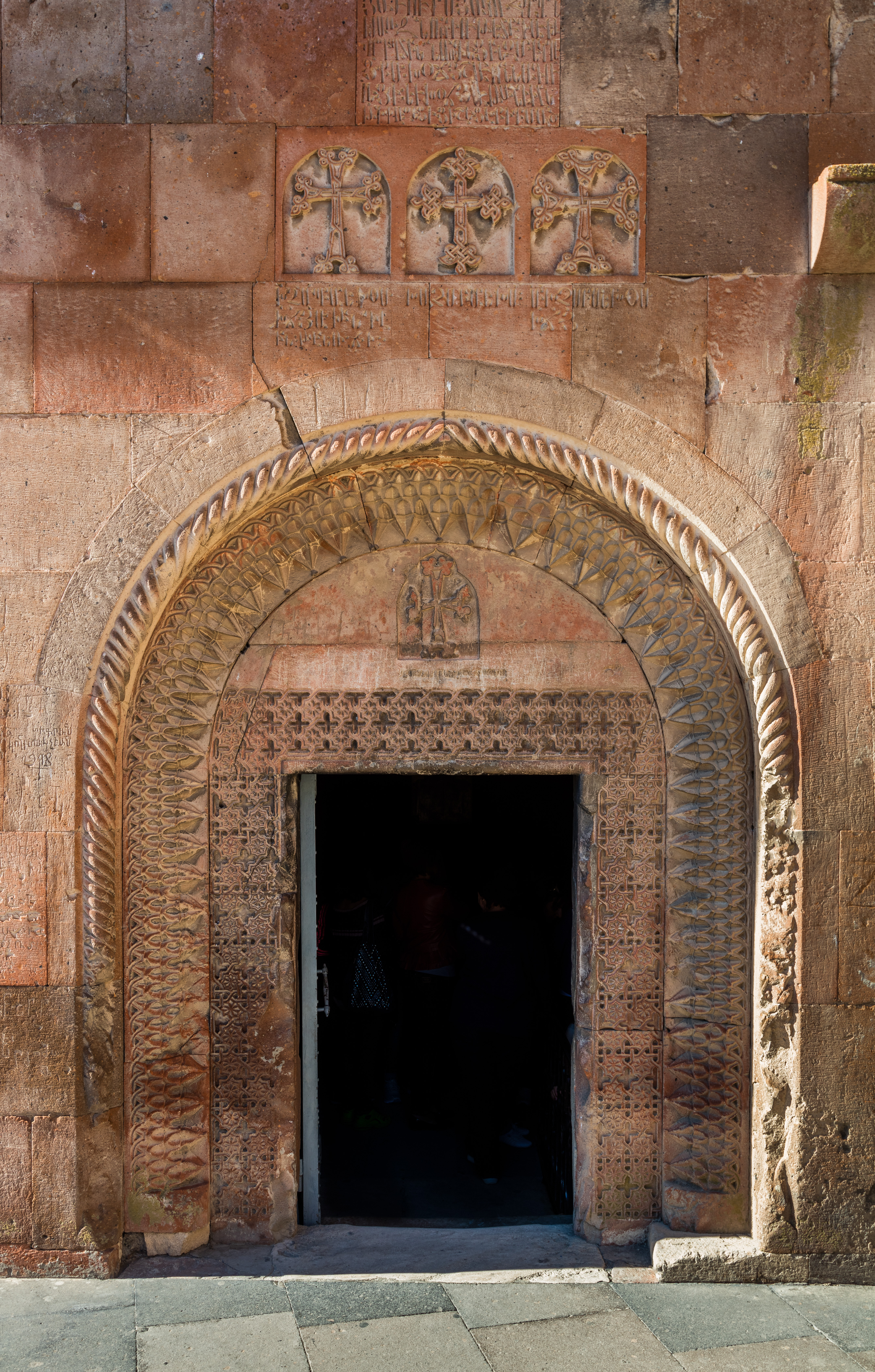
Ingång till Sankt Gregorioskapellet
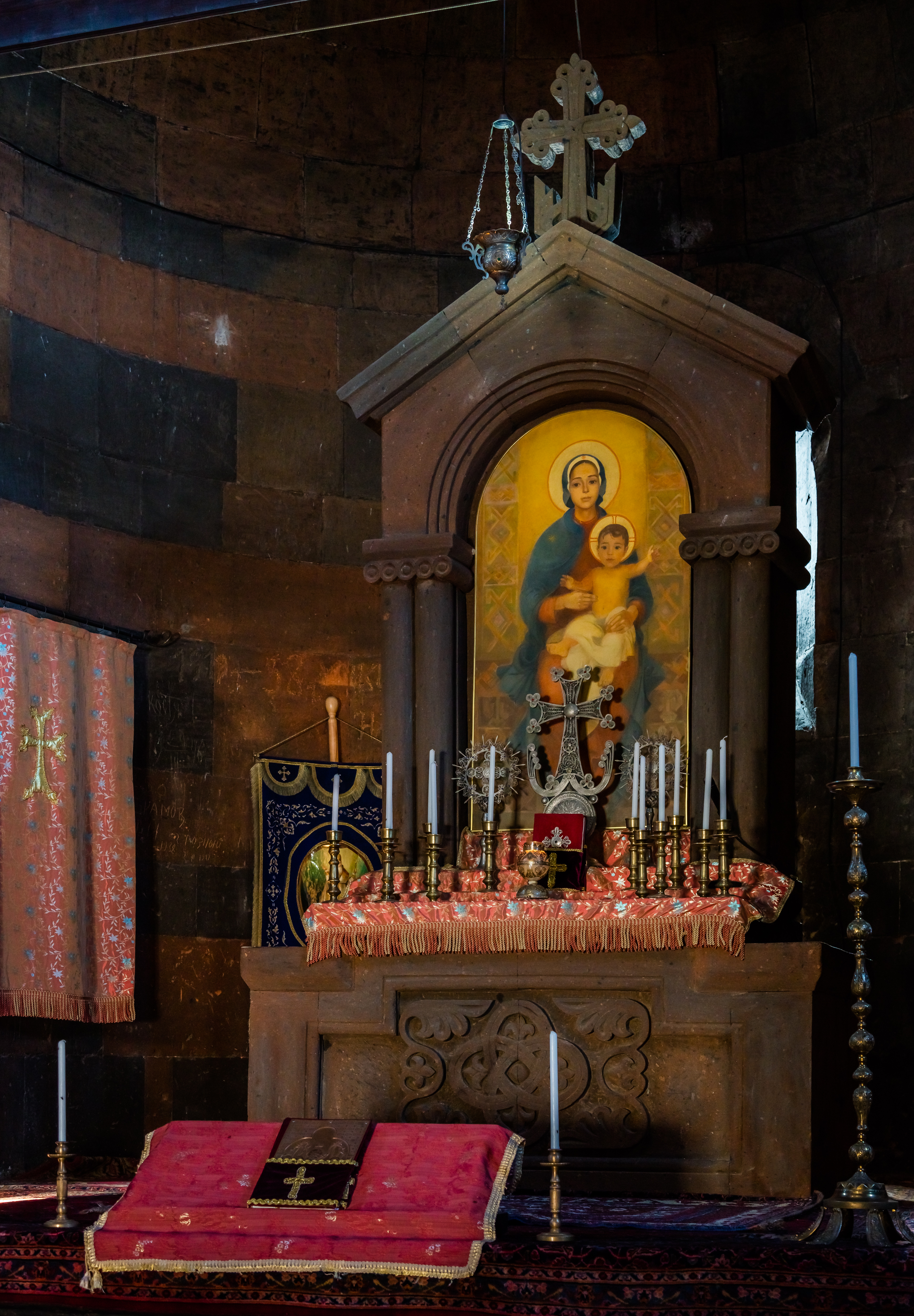
Altaret i Heliga Guds Moders kyrka